# Hypopleurona acutissima
Hypopleurona acutissima är en fjärilsart som beskrevs av Bethune-Baker 1911. Hypopleurona acutissima ingår i släktet Hypopleurona och familjen nattflyn. Inga underarter finns listade i Catalogue of Life.